# Liste der Monuments historiques in Faulquemont
Die Liste der Monuments historiques in Faulquemont führt die Monuments historiques in der französischen Gemeinde Faulquemont auf.

## Liste der Bauwerke
| Bezeichnung | Beschreibung | Standort                 | Kennzeichnung | Schutzstatus | Datum | Bild |
| ----------- | ------------ | ------------------------ | ------------- | ------------ | ----- | ---- |
| Beinhaus    | 1699 erbaut  | Rue Saint-Vincent (Lage) | PA00106760    | Inscrit      | 1987  |      |